# Cattaro (Schiff)
Die Cattaro war ein Hilfskreuzer der Regia Marina im Zweiten Weltkrieg. Das Schiff wurde 1914 als ungarische Hunyad auf Kiel gelegt, der Stapellauf erfolgte erst 1920, die Indienststellung sogar erst 1933 als jugoslawisches Passagierschiff Jugoslavija.
Nach der Kapitulation Jugoslawiens im April 1941 übernahm Italien das Schiff und benannte es in Cattaro um. Von 1942 bis zur Selbstversenkung im September 1943 diente es als Hilfskreuzer. Von der Kriegsmarine gehoben und reaktiviert, wurde es im Frühjahr 1944 als Blockschiff erneut von den eigenen Truppen versenkt.

## Bau und technische Daten
1914 bestellte die ungarisch-kroatische Reederei Società in Azione Ungaro-Croata di Navigazione Marittima a Vapore aus Fiume bei der Werft Ganz & Comp. Danubius Maschinen-, Waggon- und Schiffbau-A.G in Fiume einen Schnelldampfer, der noch im selben Jahr unter Baunummer 68 auf Kiel gelegt wurde. Das Schiff sollte den Namen Hunyad erhalten, benannt nach dem Komitat Hunyad, einer Verwaltungseinheit des Königreichs Ungarn im heutigen Siebenbürgen in Rumänien.
Aufgrund des Ersten Weltkrieges wurde lediglich der Rumpf fertig und die Bauarbeiten zunächst eingestellt. Erst 1920 erfolgte der Stapellauf – ohne Namen. In diesem Jahr fiel Fiume an Italien und die Werft wurde in Cantieri Navale del Quarnero umbenannt. Der unfertige Rumpf musste auf Grundlage des Friedensvertrages von 1919 – wie alle Handelsschiffe und die in Bau befindlichen Schiffe – ausgeliefert werden und ging an das Königreich Jugoslawien. Das Schiff blieb für die nächsten Jahre weiterhin unvollendet aufgelegt in Fiume.
Anfang der 1930er Jahre zeigte die Reederei Jadranska Plovidba d.d.in Sušak Interesse an dem Schiff und ließ es ab 1932 als Postdampfer für die dalmatinische Küste bei Cantieri Navale del Quarnero unter Baunummer 139 fertigbauen. Im Februar 1933 wurde es an die Reederei abgeliefert und erhielt den Namen Jugoslavija.
Die Länge der Jugoslavija betrug 78,50 Meter, sie war 10,45 Meter breit, hatte einen Tiefgang von 4,11 Metern und war mit 1275 BRT bzw. 628 NRT vermessen. Der Antrieb bestand aus zwei dreifach wirkende 4-Zylinder-Verbunddampfmaschinen von Harland & Wolff in Belfast, die 2.224 PS erbrachten und auf zwei Schrauben wirkten. Damit erreichte sie eine Höchstgeschwindigkeit von 15,5 Knoten.

## Geschichte

### Jugoslawien 1933–1941
Registriert und Heimathafen des Schiffes wurde 1933 in Split. Die Reederei Jadranska Plovidba d.d. setzte es im zunehmenden Verkehr mit Touristen auf der Adria ein.
Neben dem Einsatz im Tourismus wurde die Jugoslavija auch für Frachttransporte an der Küste genutzt. Schwerpunkte des Fahrtenangebotes bildeten jedoch Tagesausflüge auf der Adria und der Inselverkehr in den Gewässern Jugoslawiens. Darüber hinaus wurden auch Fahrten in Richtung Albanien und Griechenland durchgeführt. Unterstützt wurde sie bei diesen Touren durch andere Schiffe der Reederei wie zum Beispiel die Prestolonaslednik Petar (1931), Karadjordje (1913), Ljubljana (1904) oder die Zagreb (1902). Das Schiff blieb auch über die Kapitulation Jugoslawiens im April 1941 hinaus zunächst im Besitz der Reederei.

### Regia Marina 1941–1943
Nach der Kapitulation Jugoslawiens annektierte Italien die dalmatinische Küste und übernahm die jugoslawischen Schiffe in die eigene Handelsmarine. Die Jugoslavija erhielt nun den Namen Cattaro und fuhr unter der italienischen Flagge, blieb dabei aber im Besitz der früheren Reederei.
Am 8. Januar 1942 beschlagnahmte die Regia Marina das Schiff und ließ es in Fiume zum Hilfskreuzer umbauen. Aufgabe der italienischen Hilfskreuzer war in der Regel der Konvoischutz in Küstengewässern, gleichzeitig wurden sie aufgrund der geforderten Geschwindigkeit von mindestens 15 Knoten als schnelle Transporter eingesetzt. Für diese neuen Aufgaben erhielt das Schiff eine Bewaffnung von zwei 10,0-cm-L/47-Geschützen, einem 7,6-cm-L/40-Geschütz und vier 2,0-cm-L/L65-Flak sowie zwei Wasserbombenwerfern. Neben seinem Namen erhielt das Schiff zusätzlich die Kennung D 36. Am 13. März 1942 stellte die Regia Marina die Cattaro als Hilfskreuzer in Dienst; über die einzelnen Einsätze liegen keine detaillierten Angaben vor.
Zum Zeitpunkt der italienischen Kapitulation am 9. September 1943 befand sich die Cattaro in Santa Margherita Ligure. Dort versenkte die Mannschaft das Schiff selbst, um es nicht in die Hände der Deutschen fallen zu lassen.

### Deutsche Kriegsmarine 1943–1944
Nach der Selbstversenkung hob und reparierte die Kriegsmarine das Schiff, das den Namen Cattaro behielt. Nach dem einzigen vorliegenden Hinweis zur Nutzung des Schiffes durch die deutsche Kriegsmarine soll die Cattaro 1944 für Transportaufgaben an der dalmatinischen Küste verwendet worden sein. Das Ende des Schiffes kam im Frühjahr 1944: Am 22. März 1944 versenkten die Deutschen die Cattaro als Blockschiff in der Südeinfahrt des Hafens von Livorno. Anschließend wurde das Schiff am 14. Juni 1944 bei einem alliierten Luftangriff auf Livorno zusätzlich schwer beschädigt.

### Jugoslawien 1945–1947
Nach Kriegsende wurde das Wrack des Schiffes im Hafen von Livorno gehoben und der Nachfolgegesellschaft der früheren Reederei, der neugegründeten Reederei Jadranska linijska plovidba, zurückgegeben. Diese ließ die Reste des Schiffes nach Split schleppen. Dort wurde es 1947 abgewrackt.